# DaVon Hamilton
DaVon Hamilton (Pickerington, 1º febbraio 1997) è un giocatore di football americano statunitense che milita nel ruolo di defensive tackle per i Jacksonville Jaguars della National Football League (NFL).

## Carriera

### Jacksonville Jaguars
Hamilton al college giocò a football a Ohio State dal 2015 al 2019. Fu scelto nel corso del terzo giro (73º assoluto) del Draft NFL 2020 dai Jacksonville Jaguars. Debuttò come professionista nella gara del primo turno contro gli Indianapolis Colts mettendo a segno 2 tackle. Il 5 dicembre fu inserito in lista infortunati, chiudendo la sua stagione da rookie con 30 tackle e un sack in 11 presenze.
Il 26 aprile 2023 Hamilton firmò un nuovo contratto triennale del valore di 34,5 milioni di dollari con Jacksonville. Il 31 agosto 2023 fu inserito in lista infortunati. Tornò attivo il 28 ottobre